# コロニー統合軍
コロニー統合軍（コロニーとうごうぐん）とは、『スーパーロボット大戦シリーズ』に登場する架空の軍隊である。

## 概要
新西暦184年におけるL4コロニー群独立の際、駐留していた連邦宇宙軍を再編成した軍隊。総司令官はマイヤー・V・ブランシュタイン。高度な任務を遂行する必要性から優秀な人材が揃っており、構成員のほとんどがコロニー出身者で占められている。本来はL4コロニー政府の管轄下であるはずだが、実際には依然として連邦軍の一部扱いであり、L4コロニーは国防を連邦に依存している形になっている。これを不満に思う統合軍将校も存在しており、DC戦争時には連邦を見限りディバイン・クルセイダーズ（以下DC）と共闘態勢を取った。戦争終結後は再び連邦に帰順している。

### トロイエ隊
コロニー統合軍のAM親衛隊。マイヤーに対する忠誠が高く女性のエース・パイロットのみで構成されている。隊長はユーリア・ハインケル。レオナはこの部隊出身で、スレイ・プレスティもスカウトを受けたことがある。ヒリュウ改と幾度も交戦するが最終的にはヒリュウ改とコロニー統合軍の最終決戦でほぼ壊滅状態となる。『DW』の描写からパーソナルカラーは青であるようで、レオナはトロイエ隊壊滅以後も青色に塗装された専用ガーリオン・カスタムやズィーガーリオンに乗っている。「TREUE」はドイツ語で「忠誠」という意味である。

### ブランシュタイン家
旧西暦から続くドイツ系の軍人の家系。クラウス・ブランシュタイン、カール・V・ブランシュタイン、シュワルツ・V・ブランシュタイン、マイヤー・V・ブランシュタイン、エルザム・V・ブランシュタイン、ライディース・F・ブランシュタインがブランシュタイン家の出身。『OGシリーズ』においてはマイヤーは死亡、ライは勘当状態にあり、エルザムも身を隠しているが、『OG外伝』のエンディングにてレーツェルが叔父達に家のことは任せてあると発言しているため存続はしている模様。『αシリーズ』ではマイヤーが死亡していないため、彼が当主のままだと思われる。レオナのガーシュタイン家はブランシュタイン家の分家の一つにあたる。また、分家は本家に尽くす慣わしがある。

## 人物

### 幹部
マイヤー・V・ブランシュタイン
声：若本規夫
初出は『OG』。57歳。コロニー統合軍総司令官でエルザムとライの父。
DCと手を組んで地球連邦に反旗を翻すが、ヒリュウ隊に乗艦マハトを沈められ、戦死。その真意はビアン総帥同様異星人に対抗しうる力を見出し、育てることだった。GBA版では部下はおろかエルザムすら「手駒」と発言するなど冷酷に徹している一面を見せたが、『OGS』ではその発言が消え、エルザムにライの説得を頼むなど人間的な一面が強調された。『DW』ではマハトをサイバスターのアカシックバスターで破壊され、ライに見取られて爆死した。『Record of ATX』ではヒリュウ改にゼロ距離での超重力衝撃砲を受けて戦死。なお『α』でも設定のみ存在している。
リリー・ユンカース
声：吉田美保
初出は『OG』。24歳。階級は中佐。
コロニー統合軍の参謀で、マイヤーの副官を務める。若年ながら才能をマイヤーに認められて重用されたため、彼に対して思慕の念を抱いている。マイヤーの死後、アードラーに私物化され大義を失ったDCに反旗を翻すがアードラーの反撃で戦死する（『DW』ではDC残党に合流していないため生存。『Record of ATX』ではアードラーと同じ艦に同乗しており、最終的にアードラーを射殺してハガネ・ヒリュウ改に降伏を申し入れている）。名前はドイツの航空機メーカーユンカースに由来。
ジーベル・ミステル
声：武虎
コロニー統合軍の指揮官。33歳。階級は少佐。策士を自称し、狡猾な性格で卑怯な作戦を好んで使うが、詰めが甘いためにその作戦が通用した例はない。最後はリューネとマサキを罠にかけようとするものの、やはり詰めの甘さから敗北。乗艦とともに散った。
『DW』には未登場だが、『DW』をキョウスケの視点で見た漫画版『Record of ATX』に登場している。
エルザム・V・ブランシュタイン

ゼンガー・ゾンボルト

### トロイエ隊
ユーリア・ハインケル
声：手塚ちはる
初出は『OG』。コロニー統合軍の女性だけで編成されたトロイエ隊隊長で、レオナの上司に当たる人物。25歳。階級は少佐。
元教導隊のギリアムが一目置くほどの実力者。ヒリュウ改とコロニー統合軍の最後の戦いで戦死。最終決戦の直前で目をかけていたレオナをこの戦いの直前に単身脱出させた。
『DW』では、「オペレーション・ブレイクアウト」の最終局面近くで、イングラムが乗るビルトシュバインのサークル・ザンバーで乗機を切り裂かれ、レオナの目の前で戦死した。『Record of ATX』でも状況が多少異なるがヒリュウ改に取り付こうと奮戦しているところを不意に背後に現れたイングラムのビルトシュバインに切り裂かれて戦死。
名前はドイツに存在した航空機メーカーハインケルから。
レオナ・ガーシュタイン

### 一般人
カトライア・フジワラ・ブランシュタイン
声 - 前田愛
エルザムの妻。生没年から計算すると29歳で、エルザムより3 - 4歳ほど年上。エルピス事件でアーチボルドに人質に取られてしまい、最後はコロニーを救うために自ら望んでエルザムに撃たれる。ライやレオナにも慕われており、特にライは彼女の死がきっかけでブランシュタイン家を出奔、自らのミドルネームを「フジワラ」として、エルザムに逆恨み同然の憎悪を向けるなど、彼女に想いを寄せていたことを思わせる場面が多々ある。また、エルザムにも強いトラウマを残し、「大義のためには親しい人間を犠牲にしなければならない」というジレンマを抱かせる事になった（『OG』「キョウスケ編」で見受けられる）。なお、『αシリーズ』でもやはり既に死亡しているが、エルザムは彼女の死亡後、ブランシュタイン家を出奔しており、またライのレーツェルに対する反応など、経過は『OG』と異なる。日本の京都地区に墓があり、ライやエルザムは度々墓参りに訪れている（『OGIN』EDではレオナもライと一緒に墓参りに訪れた）。料理の腕はエルザム以上の達人であった。また、ライの趣味が茶道であるのは日系人である彼女（とライの祖母）の影響である。『DW』『TI』でも回想場面で何度か登場した。
トロンベ
エルザムの愛馬。毛色は青毛で鬣は白。その名はドイツ語で「竜巻」という意味を持つ。エルザムとカトライアにしか背を預けない。エルザム（レーツェル）の機体はこの馬にあやかって全て「トロンベ」と名付けられる。『OG外伝』で現在もブランシュタイン本家にて生存していることが明かされた。